# Дом Али Мурзы Булгакова
Дом Али Мурзы Булгакова — здание постройки конца XIX века — начала XX века, расположенное в Ялте, по адресу улица Екатерининская, дом 7. Построен по проекту архитектора Н. П. Краснова. Сейчас жилой дом, памятник градостроительства и архитектуры регионального значения.

## История

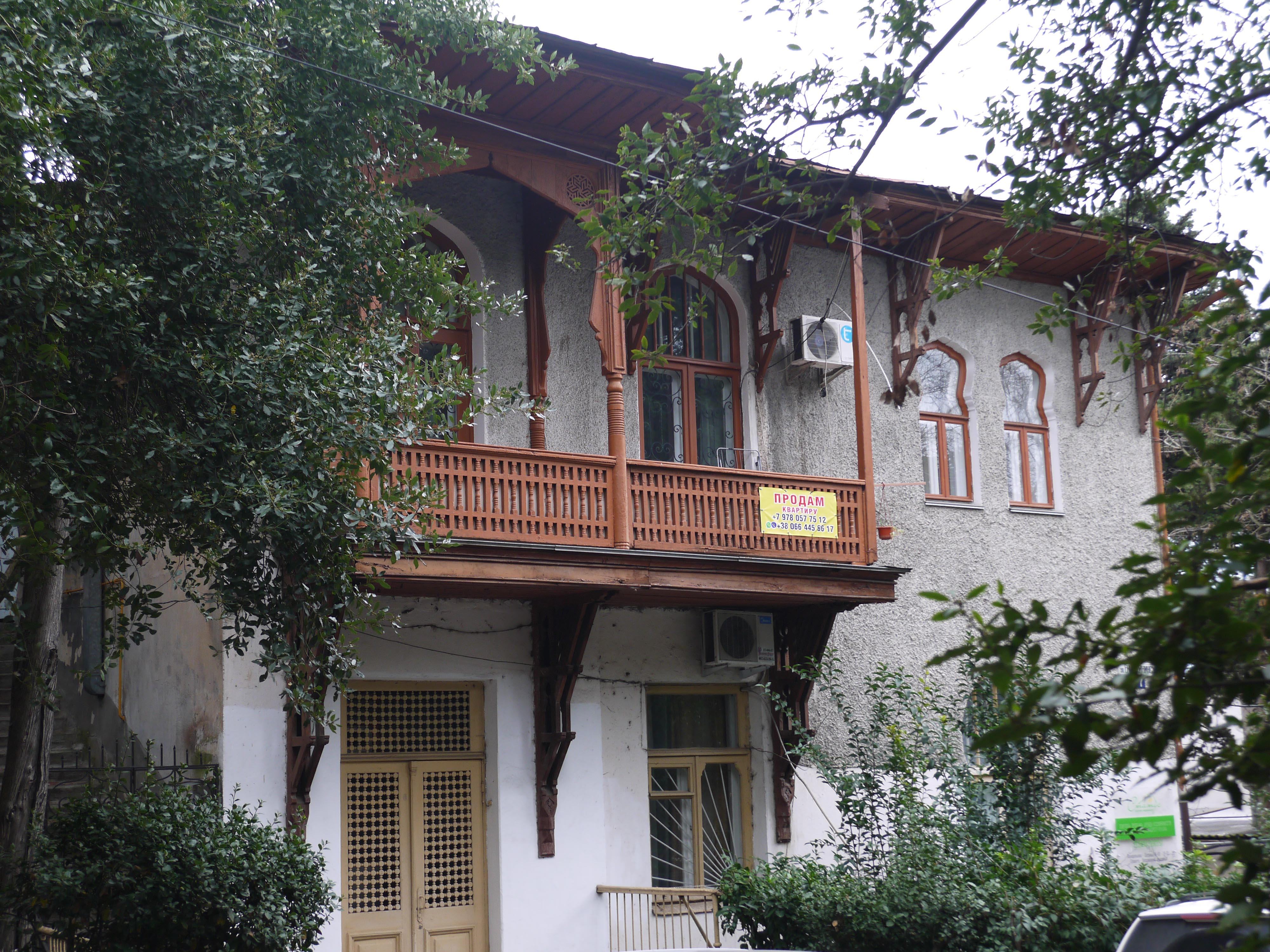
современный вид

Участок на Екатерининской улице площадью 401 квадратная сажень (примерно 1825 м²), во второй половине XIX века принадлежал генерал-майору в отставке А. Н. Витмеру, сделавшему состояние на перепродаже земельных участков в Ялте. После начала кампании по застройке центра города, не желая заниматься строительством, Витмер в начале 1880-х годов продал землю Булгакову. Вначале, к 1886 году, Али Мурза выстроил двухэтажный флигель из бутового камня, украшенный по фасадам резным деревянным карнизом в крымскотатарском стиле. Затем Булгаков заказал проект основного дома ялтинскому городскому архитектору Краснову. К 1891 году двухэтажный дом общей площадью 400 м² из 21 комнаты в Мавританском стиле был сдан. Стены были сложены, предположительно, из камня-ракушечника и оштукатурены. Окна здания были сделаны различной формы, деревянные балконы, перила парадной лестницы и карнизы крыши украшены резьбой, в отделке балкона и веранды выделяются стрельчатые арки и декоративные элементы в виде шестиконечных и восьмиконечных звёзд с лучами-ромбами (деревянные рамы, двери, в том чиле обрешеченная парадная, и большинство декора сохранилось в изначальном виде). Вокруг участка, на невысоком каменном цоколе, установили узорную кованую ограду и по периметру обсадили деревьям — ограда не сохранилась. Дом был построен под сдачу комнат, что продолжалось до 1917 года, или дольше — известно, что вдова Булгакова Зоре Султан-ханум после 1917 года жила здесь с детьми, переселившись из дома в Дерекое. В 1922 году усадьба была национализирована и превращена в многоквартирный жилой дом, в коем статусе пребывает и поныне. Уже в посленвоенное время к левой части здания на уровне 2-г этажа пристроили галерею, на которую выходят двери квартир, ещё одну квартиру сделали под лестницей; в период 1991—2018 год (точнее пока не установлено) во внутреннем дворе к веранде пристроили металлический балкон. Деревянная отделка веранды первого этажа заменена, так, что «новая внешне соответствует отделке веранды второго этажа», фасадные стены здания покрыты цементной «шубой».

## Владелец
Али Мурза Булгаков, 1849 года рождения — крымский дворянин, крупный землевладелец, сподвижник Исмаила Гаспринского, состоял в переписке с Чеховым, считается ярким представителем крымскотатарской интеллигенции. Встречается утверждение, что он был коллежским асессором и гласным Таврического губернского земского собрания по Евпаторийскому уезду (встречающееся утверждение, что он был предводителем ялтинского дворянства и депутатом Таврического дворянского собрания от Ялтинского уезда, видимо, не соответствует фактам: в имеющихся документах на 1908 год помощником предводителя значится коллежский советник Саид Бей Булгаков). При этом Булгаков с супругой Зоре Султан-ханум (Зоре Султан Ханым) проживал в Дерекое, в семье было четверо детей, все получили достойное образование. Предположительно, Али Мурза Булгаков умер в 1910 году, поскольку в следующем, 1911 году, Зоре Султан-ханум Булгакова фигурирует как владелица земель и дома.